# Penumbra: Black Plague
Penumbra: Black Plague (досл. с англ. — «Полутень: Чёрная чума»; в России известна как Пенумбра 2. Дневники мертвецов) — компьютерная игра в жанре survival horror, разработанная шведской компанией Frictional Games и выпущенная в 2008 году Paradox Interactive. На территории России игра издаётся компанией 1С. Данная игра является второй частью в серии игр Penumbra.

## Сюжет
Как и в первой части, сюжет начинается с появления текста письма, которое Филипп Лафреск прислал некоему другу по электронной почте, в котором рассказывает ему, что с ним случилось и умоляет закончить то, что он начал. Все последующие события игры представляют собой флешбэк, который рассказывает Филипп своему другу по e-mail.
Игра начинается с того, что Филипп просыпается в запертой комнате, после того, как в конце «первой части» его оглушает таинственный незнакомец. Филиппу удаётся выбраться из комнаты через вентиляционную шахту, которая приводит его в подземную базу «Archaic Elevated Caste\The Shelter» (с англ. — «Убежище») (в русском переводе «Станция Мануик»), спрятанной подо льдами Гренландии станции секретной организации, посвящённой исследованию древних знаний. База оказывается заброшенной, а весь персонал или мёртв, или превратился в существ, напоминающих зомби.
Затем Филипп начинает испытывать галлюцинации: флешбэк на корабле, галлюцинация с червём. После этого он слышит внутри себя голос. Филипп добирается до комнаты учёного, где с ним связывается доктор Амабель Свансон. Она говорит, что находится в ловушке и просит помощи у Филиппа. Филипп обнаруживает, что тоже заражен и им руководит внутренний голос, называющий себя Кевином. Герой находит путь в библиотеку, убив червя и учёного, где обнаруживает труп отца и записи о некой гробнице Туурнгайт. Затем Филипп проникает на базу Мануик и находит доктора Свансон. Кевин провоцирует Филиппа на убийство Амабель, заставляя того испытать галлюцинацию, и Филипп решает избавиться от вируса. Он находит нужные компоненты и делает вакцину, избавляясь от Кевина. Кевин вселяется в другое тело и пытается убить Филиппа, но его уничтожает Туурнгайт. Туурнгайт испытывает Филиппа, заставляя его искать философский смысл и нестандартный подход. После испытаний Туурнгайт рассказывает о том, как люди потревожили его гробницу и просит оградить это место ото всех людей. Затем Филипп пишет письмо с просьбой уничтожить всех на станции Мануик. Игра заканчивается словами, которые он набивает в письме: «Убить их. Всех убить».

## Геймплей
Геймплей со времён первой части практически не изменился. Black Plague представляет собой survival horror от первого лица, но, в отличие от первой части, в ней всё же делается акцент больше на пугающих и напряжённых моментах, и на исследование территорий, нежели на механику геймплея. Квестовая часть игры была урезана на четверть, оставляя место немногочисленным поискам ключей и кодов, и лишь в некоторых местах следует применить логику.
Также во второй части вырезана система боя. Теперь от врагов надо просто прятаться в тени или поспешно убегать, к тому же задержать врага теперь практически невозможно, так как они способны просто выломать обычную дверь. Также, закидывание врага обычными ящиками не приносит пользы, так как оно способно отвлечь их внимание лишь на пару секунд.

## Отзывы
| Сводный рейтинг    | Сводный рейтинг              |
| Агрегатор          | Оценка                       |
| ------------------ | ---------------------------- |
| GameRankings       | 78,90 %                      |
| Metacritic         | 78/100                       |
| Иноязычные издания |                              |
| Издание            | Оценка                       |
| 1UP.com            | A−                           |
| Destructoid        | (Бёрч) 8/10 (Беннетт) 7,5/10 |
| Edge               | 6/10                         |
| Eurogamer          | 7/10                         |
| GameSpot           | 8/10                         |
| GameSpy            | [ 11 ]                       |
| GameZone           | 7,6/10                       |
| IGN                | 7,7/10                       |
| PC Gamer (US)      | 83 %                         |

Игра получила положительные отзывы.